# Clubiona deterrima
Clubiona deterrima este o specie de păianjeni din genul Clubiona, familia Clubionidae, descrisă de Strand, 1904.
Este endemică în Norway. Conform Catalogue of Life specia Clubiona deterrima nu are subspecii cunoscute.